# 似串担革菌属
似串担革菌属（学名：Waitea）是伏革菌科下的一个属。

## 下属物种
本属包括以下物种：
- 旋卷似串担革菌 Waitea circinata Warcup & P.H.B.Talbot
- Waitea nuda Clémençon